# Az FC Barcelona 2020–2021-es szezonja
Az FC Barcelona 2020–2021-es szezonja sorozatban a 90., összességében pedig a 121. idénye volt a spanyol első osztályban. Az előző szezonban második helyezettként jogot szerzett, hogy ebben az idényben a bajnokságon kívül a hazai kupasorozatban, a Copa del Rey-ben, valamint a Bajnokok Ligájában való indulásra. A szezon 2020. szeptember. 12-én kezdődött és 2021. május. 23-án ért véget.

## Mezek
Gyártó: Nike
mezszponzor: Rakuten
| Hazai | Vendég | Harmadik | Harmadik alternatív 1. | Harmadik alternatív 2. | Negyedik |  | 'Clásico' |

## Játékoskeret
2021. március 28-án lett frissítve:

| Mezszám       | Név                   | Nemzet   | Poszt       | Szül. év (kor)                | átigazolás éve | átigazolás vége | Megjegyzés:                                                                                                  |         |         |
| Kapusok       | Kapusok               | Kapusok  | Kapusok     | Kapusok                       | Kapusok        | Kapusok         | Kapusok | Kapusok | Kapusok |
| ------------- | --------------------- | -------- | ----------- | ----------------------------- | -------------- | --------------- | --- | ------- | ------- |
| 1             | Marc-André ter Stegen | német    | kapus       | 1992. április 30. (32 éves)   | 2014           | 2025            | átigazolás összege: 12 Millió €                                                                              |         |         |
| 13            | Neto                  | brazil   | kapus       | 1989. július 19. (35 éves)    | 2019           | 2023            | átigazolás összege: 26 Millió €, második állampolgárság: Olasz                                               |         |         |
| Védők         |                       |          |             |                               |                |                 | |         |         |
| 2             | Sergiño Dest          | amerikai | hátvéd      | 2000. november 3. (24 éves)   | 2020           | 2025            | átigazolás összege: 21 Millió €                                                                              |         |         |
| 3             | Gerard Piqué          | spanyol  | hátvéd      | 1987. február 2. (38 éves)    | 2008           | 2024            | átigazolás összege: 5 Millió € 2. csapatkapitány-helyettes eredetileg az utánpótlás rendszerből került a fel |         |         |
| 4             | Ronald Araújo         | uruguayi | hátvéd      | 1999. március 7. (26 éves)    | 2019           | 2023            | az utánpótlás rendszerből került a fel                                                                       |         |         |
| 15            | Clément Lenglet       | francia  | hátvéd      | 1995. június 17. (29 éves)    | 2018           | 2026            | átigazolás összege: 35,9 Millió €                                                                            |         |         |
| 18            | Jordi Alba            | spanyol  | hátvéd      | 1989. március 21. (35 éves)   | 2012           | 2024            | átigazolás összege: 14 Millió € eredetileg az utánpótlás rendszerből került a fel                            |         |         |
| 20            | Sergi Roberto         | spanyol  | hátvéd      | 1992. február 7. (33 éves)    | 2010           | 2022            | átigazolás összege: 3. csapatkapitány-helyettes eredetileg az utánpótlás rendszerből került a fel            |         |         |
| 23            | Samuel Umtiti         | francia  | hátvéd      | 1993. november 14. (31 éves)  | 2016           | 2023            | átigazolás összege: 25 Millió €                                                                              |         |         |
| 24            | Junior Firpo          | spanyol  | hátvéd      | 1996. augusztus 22. (28 éves) | 2019           | 2024            | átigazolás összege: 18 Millió €                                                                              |         |         |
| Középpályások |                       |          |             |                               |                |                 | |         |         |
| 5             | Sergio Busquets       | spanyol  | középpályás | 1988. július 16. (36 éves)    | 2008           | 2023            | átigazolás összege: 18 Millió € csapatkapitány-helyettes eredetileg az utánpótlás rendszerből került fel     |         |         |
| 8             | Miralem Pjanić        | bosnyák  | középpályás | 1990. április 2. (34 éves)    | 2020           | 2024            | átigazolás összege: 60 Millió €, második állampolgárság: Luxemburgi                                          |         |         |
| 12            | Riqui Puig            | spanyol  | középpályás | 1999. augusztus 13. (25 éves) | 2011           | 2021            | az utánpótlás rendszerből került fel                                                                         |         |         |
| 14            | Philippe Coutinho     | brazíl   | középpályás | 1992. június 12. (32 éves)    | 2018           | 2023            | átigazolás összege: 120 Millió €, második állampolgárság: portugál                                           |         |         |
| 16            | Pedri                 | spanyol  | csatár      | 2002. november 25. (22 éves)  | 2019           | 2022            | átigazolás összege: 5 Millió €                                                                               |         |         |
| 19            | Matheus Fernandes     | brazíl   | középpályás | 1998. június 30. (26 éves)    | 2016           | 2025            | átigazolás összege: 7 Millió €                                                                               |         |         |
| 21            | Frenkie de Jong       | holland  | középpályás | 1997. május 12. (27 éves)     | 2019           | 2026            | átigazolás összege: 75 Millió €                                                                              |         |         |
| Csatárok      |                       |          |             |                               |                |                 | |         |         |
| 7             | Antoine Griezmann     | francia  | csatár      | 1991. március 21. (33 éves)   | 2019           | 2024            | átigazolás összege: 120 Millió €                                                                             |         |         |
| 10            | Lionel Messi          | argentin | csatár      | 1987. június 24. (37 éves)    | 2004           | 2021            | csapatkapitány az utánpótlás rendszerből került fel                                                          |         |         |
| 11            | Ousmane Dembélé       | francia  | csatár      | 1997. május 15. (27 éves)     | 2017           | 2022            | átigazolás összege: 105 Millió €                                                                             |         |         |
| 17            | Francisco Trincão     | portugál | csatár      | 1999. december 29. (25 éves)  | 2020           | 2025            | átigazolás összege: 31 Millió €                                                                              |         |         |
| 9             | Martin Braithwaite    | dán      | csatár      | 1991. június 5. (33 éves)     | 2020           | 2024            | átigazolás összege: 18 Millió €                                                                              |         |         |
| 22            | Ansu Fati             | spanyol  | csatár      | 2002. október 31. (22 éves)   | 2019           | 2022            | az utánpótlás rendszerből került fel                                                                         |         |         |

### Barcelona B csapat és az utánpótlás játékosok akik a felnőtt kerethez tartoznak
| #  |     | Poszt | Név                  |
| -- | --- | ----- | -------------------- |
| 26 | ESP | K     | Iñaki Peña           |
| 30 | ESP | KP    | Álex Collado         |
| 32 | ARG | V     | Santiago Ramos Mingo |
| 34 | ESP | KP    | Ferrán Sarsanedas    |

| #  |     | Poszt | Név                 |
| -- | --- | ----- | ------------------- |
| 36 | ESP | K     | Arnau Tenas         |
| 37 | JPN | CS    | Abe Hiroki          |
| 41 | ALB | CS    | Rey Manaj           |
| 44 | ESP | V     | Óscar Mingueza      |
| 45 | USA | V     | Konrad de la Fuente |
| 47 | ESP | KP    | Jandro Orellana     |
| —  | ESP | V     | Arnau Comas         |

## Elnökség
Frissítve: 2021. március 28-án: 
| Elnök                                                                          | Josep Maria Bartomeu (2020.10.27.-ig.)       |
| Elnök                                                                          | Carles Tusquets (ideiglenes, 2021.03.07.-ig) |
| Elnök                                                                          | Joan Laporta (2021.03.07.-től.)              |
| A Barça Alapítvány első alelnöke és igazgatója                                 | Rafael Yuste Abel                            |
| Alelnök a gazdasági és méltányosságért, valamint az Espai Barçaért felelős     | Eduard Romeu Barcelo                         |
| Intézményi alelnök                                                             | Elena Fort Cisneros                          |
| A kereskedelmi terület alelnöke                                                | Oriol Tomàs                                  |
| Az labdarúgó csapatért felelős igazgató                                        | Javier Bordas                                |
| Igazgatósági tag, a női csapatért, a Barcelona B-ért és az ifjúsági futballért | Xavier Vilajoana                             |
| Titkár                                                                         | Josep Cubells Ribe                           |
| Kincstárnok                                                                    | Ferran Olive Canovas                         |
| Testületi tagok                                                                | Josep Maria Albert Turco                     |

## Szakmai stáb
Frissítve: 2021. március 29-én: 
| Vezetőedző                                 | Ronald Koeman                                                                           |
| Asszisztens edzők                          | Alfred Schreuder Henrik Larsson                                                         |
| Sportigazgató                              | Ramon Planes                                                                            |
| Sportigazgató helyettes                    | Franc Artiga                                                                            |
| Erőnléti edzők                             | Albert Roca Daniel Romero Jaume Bartra                                                  |
| Kapusedző                                  | José Ramón de la Fuente                                                                 |
| Kapus koordinátor                          | Ricard Segarra                                                                          |
| Megfigyelők                                | Isidre Ramón Jesús Casas Jordi Melero Jaume Torras                                      |
| Fizioterapeuták                            | Daniel Benito Juanjo Brau Xavi López Xavi Linde Xavier Elain Jordi Mesalles Sebas Salas |
| Orvosok                                    | Daniel Florit Ricard Pruna Xavier Yanguas                                               |
| FC Barcelona B csapat vezetőedzője         | Xavi García Pimienta                                                                    |
| FC Barcelona B csapat technikai igazgatója | José Mari Bakero                                                                        |
| Akadémia igazgató (La Masia)               | Jordi Roura                                                                             |
| Felderítők vezetője                        | Josep Boada                                                                             |
| Az ifjúsági futball vezetője               | Patrick Kluivert                                                                        |
| Juvenil A vezetője                         | Franc Artiga                                                                            |
| Juvenil B vezetője                         | Òscar López                                                                             |
| Képviselő                                  | Carles Naval                                                                            |
| Intézményi és sportkapcsolatok             | Guillermo Amor                                                                          |

## Átigazolások
2020. évi nyári átigazolási időszak, 
 2021. évi téli átigazolási időszak

### Érkezők
| Mezszám | Poszt       | Nemzet    | Név               | Kor | Honnan         | Szerződés megnevezése | Átigazolási időszak                 | Szerződés vége | Átigazolás összege | Forrás |
| ------- | ----------- | --------- | ----------------- | --- | -------------- | --------------------- | ----------------------------------- | -------------- | ------------------ | ------ |
| -       | középpályás | spanyol   | Oriol Busquets    | 21  | Twente         | átigazolás            | 2020. évi nyári átigazolási időszak | 2021           | kölcsönből vissza  | [ 5 ]  |
| -       | hátvéd      | spanyol   | Juan Miranda      | 20  | Schalke 04     | átigazolás            | 2020. évi nyári átigazolási időszak | 2023           | kölcsönből vissza  | [ 6 ]  |
| 14      | középpályás | brazíl    | Philippe Coutinho | 28  | Bayern München | átigazolás            | 2020. évi nyári átigazolási időszak | 2023           | kölcsönből vissza  | [ 7 ]  |
| 12      | középpályás | brazil    | Rafinha           | 27  | Celta Vigo     | átigazolás            | 2020. évi nyári átigazolási időszak | 2021           | kölcsönből vissza  | [ 8 ]  |
| 6       | középpályás | spanyol   | Carles Aleñá      | 22  | Real Betis     | átigazolás            | 2020. évi nyári átigazolási időszak | 2022           | kölcsönből vissza  | [ 9 ]  |
| -       | védő        | francia   | Jean-Clair Todibo | 20  | Schalke 04     | átigazolás            | 2020. évi nyári átigazolási időszak | 2023           | kölcsönből vissza  | [ 10 ] |
| -       | védő        | Szenegáli | Moussa Wagué      | 21  | Nice           | átigazolás            | 2020. évi nyári átigazolási időszak | 2023           | kölcsönből vissza  | [ 11 ] |
| 16      | középpályás | spanyol   | Pedri             | 17  | Las Palmas     | átigazolás            | 2020. évi nyári átigazolási időszak | 2022           | 5 Millió €         | [ 12 ] |
| 17      | csatár      | portugál  | Francisco Trincão | 20  | Braga          | átigazolás            | 2020. évi nyári átigazolási időszak | 2025           | 31 Millió €        | [ 13 ] |
| 19      | középpályás | brazíl    | Matheus Fernandes | 22  | Palmeiras      | átigazolás            | 2020. évi nyári átigazolási időszak | 2025           | 7 Millió €         | [ 14 ] |
| 8       | középpályás | bosnyák   | Miralem Pjanić    | 30  | Juventus       | átigazolás            | 2020. évi nyári átigazolási időszak | 2024           | 60 Millió €        | [ 15 ] |
| 2       | hátvéd      | amerikai  | Sergiño Dest      | 19  | Ajax           | átigazolás            | 2020. évi nyári átigazolási időszak | 2025           | 21 Millió €        | [ 16 ] |
| -       | védő        | francia   | Jean-Clair Todibo | 20  | Benfica        | átigazolás            | 2021. évi téli átigazolási időszak  | 2023           | kölcsönből vissza  | [ 17 ] |

Összes kiadás:  124 Millió €

### Távozók
| Mezszám | Dátum                 | Poszt       | Nemzet   | Név               | Kor | Hová               | Ár      | jegyzet |
| ------- | --------------------- | ----------- | -------- | ----------------- | --- | ------------------ | ------- | ------- |
| -       | 2020. július. 1       | középpályás | török    | Arda Turan        | 33  | Galatasaray        | ingyen  | [ 18 ]  |
| 8       | 2020. július. 1       | középpályás | brazíl   | Arthur            | 24  | Juventus           | 72 M €  | [ 19 ]  |
| -       | 2020- július. 1       | csatár      | spanyol  | Carles Pérez      | 22  | Roma               | 11 M €  | [ 20 ]  |
| -       | 2020. július. 1       | csatár      | spanyol  | Abel Ruiz         | 20  | Braga              | 8 M €   | [ 21 ]  |
| -       | 2020. július. 1       | védő        | spanyol  | Marc Cucurella    | 22  | Getafe             | 10 M €  | [ 22 ]  |
| 4       | 2020. szeptember. 1.  | középpályás | horvát   | Ivan Rakitić      | 32  | Sevilla            | 1,5 M € | [ 23 ]  |
| 40      | 2020. Szeptember. 11. | védő        | spanyol  | Chumi             | 21  | Almería            | ingyen  | [ 24 ]  |
| 22      | 2020. szeptember. 22. | középpályás | chilei   | Arturo Vidal      | 33  | Internazionale     | 1 M €   | [ 25 ]  |
| -       | 2020. Szeptember. 22. | védő        | spanyol  | Jorge Cuenca      | 21  | Villarreal         | 2,5 M € | [ 26 ]  |
| 2       | 2020. Szeptember. 23. | védő        | portugál | Nélson Semedo     | 27  | Wolves             | 30 M €  | [ 27 ]  |
| 9       | 2020. szeptember. 23. | csatár      | uruguay  | Luis Suárez       | 33  | Atlético de Madrid | ingyen  | [ 28 ]  |
| 12      | 2020. október. 5.     | középpályás | brazíl   | Rafinha Alcântara | 28  | PSG                | ingyen  | [ 29 ]  |

 Összes bevétel: 135 M €

### Kölcsönben távozók
| # |     | Poszt | Név                                                                                    |
| - | --- | ----- | -------------------------------------------------------------------------------------- |
| — | SPA | V     | Josep Jaume (kölcsönben a CF Badalona-nál 2021. június 30-ig.)                         |
| — | SPA | V     | Juan Miranda (kölcsönben a Real Betis-nél 2021. június 30-ig.)                         |
| — | SPA | V     | Sergio Akieme (kölcsönben a UD Almería-nál 2021. június 30-ig.)                        |
| — | SPA | V     | Álex Ruiz (kölcsönben a CE L'Hospitalet-nél 2021. június 30-ig.)                       |
| — | SEN | V     | Moussa Wagué (kölcsönben a PAOK-nál 2021. június 30-ig.)                               |
| — | BRA | V     | Emerson (kölcsönben a Real Betis-nél 2021. június 30-ig.)                              |
| — | FRA | V     | Jean-Clair Todibo (labdarúgó, 1999) (kölcsönben az SL Benfica-nál 2022. június 30-ig.) |
| — | SPA | V     | Monchu (kölcsönben a Girona FC-nél 2021. június 30-ig.)                                |
| — | NED | KP    | Ludovit Reis (kölcsönben a VfL Osnabrück-nél 2021. június 30-ig.)                      |
| — | SPA | KP    | Carles Aleñá (kölcsönben a Getafe CF-nél 2021. június 30-ig.)                          |

## Tabella
| Hely. | Csapat              | M  | Gy | D  | V  | G+ | G– | Gk  | P  | Továbbjutás vagy kiesés    |
| ----- | ------------------- | -- | -- | -- | -- | -- | -- | --- | -- | -------------------------- |
| 1.    | Atlético Madrid (B) | 38 | 26 | 8  | 4  | 67 | 25 | +42 | 86 | Bajnokok Ligája-csoportkör |
| 2.    | Real Madrid CV      | 38 | 25 | 9  | 4  | 67 | 28 | +39 | 84 | Bajnokok Ligája-csoportkör |
| 3.    | Barcelona           | 38 | 24 | 7  | 7  | 85 | 38 | +47 | 79 | Bajnokok Ligája-csoportkör |
| 4.    | Sevilla             | 38 | 24 | 5  | 9  | 53 | 33 | +20 | 77 | Bajnokok Ligája-csoportkör |
| 5.    | Real Sociedad       | 38 | 17 | 11 | 10 | 59 | 38 | +21 | 62 | Európa-liga-csoportkör     |

## Előszezon és barátságos mérkőzések
Győzelem
      Döntetlen
      Vereség
      Mérkőzések
| 2020. szeptember 12. 19:00 |

| Barcelona                                                   | 3 – 1   | Tarragona   |
| ----------------------------------------------------------- | ------- | ----------- |
| Dembélé 6' Griezmann 17' (11-esből) Coutinho 51' (11-esből) | (2 – 1) | 30' Bonilla |

| Johan Cruyff Stadium, Barcelona, Spanyolország Játékvezető: Albert Ávalos Martos |

| 2020. szeptember 16. 19:00 |

| Barcelona                   | 3 – 1   | Girona   |
| --------------------------- | ------- | -------- |
| Coutinho 21' Messi 45', 51' | (2 – 1) | 46' Sáiz |

| Johan Cruyff Stadium, Barcelona, Spanyolország Játékvezető: Albert Catalá Ferrán |

| 2020. szeptember 19. 19:00 |

| Barcelona    | 1 – 0   | Elche |
| ------------ | ------- | ----- |
| Griezmann 2' | (1 – 0) |       |

| Camp Nou, Barcelona, Spanyolország Játékvezető: Carlos Calderiña |

## La Liga

### Szeptember
| 2020. szeptember 27. 21:00 |

| Barcelona                                     | 4 – 0               | Villarreal |
| --------------------------------------------- | ------------------- | ---------- |
| Fati 15', 19' Messi 35' (11-esből) Torres 45' | (4 – 0) Jegyzőkönyv |            |

| Camp Nou, Barcelona Nézőszám: 0 (megjegyzés:A spanyolországi COVID-19 járvány miatt a mérkőzést zárt ajtók mögött játszották) Játékvezető: Guillermo Cuadra Fernández (spanyol) |

### Október
| 2020. október 1. 21:30 |

| Celta Vigo | 0 – 3               | Barcelona                        |
| ---------- | ------------------- | -------------------------------- |
|            | (0 – 1) Jegyzőkönyv | 11' Fati 51' Olaza 90+5' Roberto |

| Balaídos, Vigo Nézőszám: 0 (megjegyzés:A spanyolországi COVID-19 járvány miatt a mérkőzést zárt ajtók mögött játszották) Játékvezető: Carlos del Cerro Grande (spanyol) |

| 2020. október 4. 21:00 |

| Barcelona    | 1 – 1               | Sevilla       |
| ------------ | ------------------- | ------------- |
| Coutinho 10' | (1 – 1) Jegyzőkönyv | 8' L. De Jong |

| Camp Nou, Barcelona Nézőszám: 0 (megjegyzés:A spanyolországi COVID-19 járvány miatt a mérkőzést zárt ajtók mögött játszották) Játékvezető: Jesús Gil Manzano (spanyol) |

| 2020. október 17. 21:00 |

| Getafe              | 1 – 0               | Barcelona |
| ------------------- | ------------------- | --------- |
| Mata 56' (11-esből) | (0 – 0) Jegyzőkönyv |           |

| Coliseum Alfonso Pérez, Getafe Nézőszám: 0 (megjegyzés:A spanyolországi COVID-19 járvány miatt a mérkőzést zárt ajtók mögött játszották) Játékvezető: César Soto Grado (spanyol) |

| 2020. október 25., El Clásico 16:00 |

| Barcelona | 1 – 3               | Real Madrid                                 |
| --------- | ------------------- | ------------------------------------------- |
| Fati 8'   | (1 – 1) Jegyzőkönyv | 5' Valverde 63' (11-esből) Ramos 90' Modrić |

| Camp Nou, Barcelona Nézőszám: 0 (megjegyzés:A spanyolországi COVID-19 járvány miatt a mérkőzést zárt ajtók mögött játszották) Játékvezető: Juan Martínez Munuera (spanyol) |

| 2020. október 31. 21:00 |

| Deportivo | 1 – 1               | Barcelona     |
| --------- | ------------------- | ------------- |
| Rioja 31' | (1 – 0) Jegyzőkönyv | 63' Griezmann |

| Mendizorrotza stadion, Vitoria-Gasteiz Nézőszám: 0 (megjegyzés:A spanyolországi COVID-19 járvány miatt a mérkőzést zárt ajtók mögött játszották) Játékvezető: Alejandro Hernández Hernández (spanyol) |

### November
| 2020. november 7. 16:15 |

| Barcelona                                                       | 5 – 2               | Real Betis               |
| --------------------------------------------------------------- | ------------------- | ------------------------ |
| Dembélé 22' Griezmann , 49' Pedri 90' Messi 61' (11-esből), 82' | (1 – 1) Jegyzőkönyv | 45+2' Sanabria 73' Loren |

| Camp Nou, Barcelona Nézőszám: 0 (megjegyzés:A spanyolországi COVID-19 járvány miatt a mérkőzést zárt ajtók mögött játszották) Játékvezető: Guillermo Cuadra Fernández (spanyol) |

| 2020. november 21. 21:00 |

| Atlético Madrid | 1 – 0               | Barcelona |
| --------------- | ------------------- | --------- |
| Carrasco 45+3'  | (0 – 0) Jegyzőkönyv |           |

| Wanda Metropolitano Stadion, Madrid Nézőszám: 0 (megjegyzés:A spanyolországi COVID-19 járvány miatt a mérkőzést zárt ajtók mögött játszották) Játékvezető: José Luis Munuera Montero (spanyol) |

| 2020. november 29. 14:00 |

| Barcelona                                            | 4 – 0               | Osasuna |
| ---------------------------------------------------- | ------------------- | ------- |
| Braithwaite 29' Griezmann 42' Coutinho 57' Messi 73' | (2 – 0) Jegyzőkönyv |         |

| Camp Nou, Barcelona Nézőszám: 0 (megjegyzés:A spanyolországi COVID-19 járvány miatt a mérkőzést zárt ajtók mögött játszották) Játékvezető: Antonio Mateu Lahoz (spanyol) |

### December
| 2020. december 5. 21:00 |

| Cádiz                  | 2 – 1               | Barcelona  |
| ---------------------- | ------------------- | ---------- |
| Giménez 8' Negredo 63' | (1 – 0) Jegyzőkönyv | 57' Alcalá |

| Ramón de Carranza Stadion, Cádiz Nézőszám: 0 (megjegyzés:A spanyolországi COVID-19 járvány miatt a mérkőzést zárt ajtók mögött játszották) Játékvezető: César Soto Grado (spanyol) |

| 2020. december 13. 21:00 |

| Barcelona | 1 – 0               | Levante |
| --------- | ------------------- | ------- |
| Messi 76' | (0 – 0) Jegyzőkönyv |         |

| Camp Nou, Barcelona Nézőszám: 0 (megjegyzés:A spanyolországi COVID-19 járvány miatt a mérkőzést zárt ajtók mögött játszották) Játékvezető: Ricardo de Burgos Bengoetxea (spanyol) |

| 2020. december 16. 21:00 |

| Barcelona            | 2 – 1               | Real Sociedad    |
| -------------------- | ------------------- | ---------------- |
| Alba 31' De Jong 43' | (2 – 1) Jegyzőkönyv | 27' Willian José |

| Camp Nou, Barcelona Nézőszám: 0 (megjegyzés:A spanyolországi COVID-19 járvány miatt a mérkőzést zárt ajtók mögött játszották) Játékvezető: José María Sánchez Martínez (spanyol) |

| 2020. december 19. 16:15 |

| Barcelona                | 2 – 2               | Valencia               |
| ------------------------ | ------------------- | ---------------------- |
| Messi , 45+4' Araújo 52' | (1 – 1) Jegyzőkönyv | 29' Diakhaby 69' Gómez |

| Camp Nou, Barcelona Nézőszám: 0 (megjegyzés:A spanyolországi COVID-19 járvány miatt a mérkőzést zárt ajtók mögött játszották) Játékvezető: Alejandro Hernández Hernández (spanyol) |

| 2020. december 22. 22:00 |

| Valladolid | 0 – 3               | Barcelona                             |
| ---------- | ------------------- | ------------------------------------- |
|            | (0 – 2) Jegyzőkönyv | 21' Lenglet 35' Braithwaite 65' Messi |

| Estadio José Zorrilla, Valladolid Nézőszám: 0 (megjegyzés:A spanyolországi COVID-19 járvány miatt a mérkőzést zárt ajtók mögött játszották) Játékvezető: Mario Melero López (spanyol) |

| 2020. december 29. 19:15 |

| Barcelona               | 1 – 1               | Eibar    |
| ----------------------- | ------------------- | -------- |
| Braithwaite Dembélé 67' | (0 – 0) Jegyzőkönyv | 57' Kike |

| Camp Nou, Barcelona Nézőszám: 0 (megjegyzés:A spanyolországi COVID-19 járvány miatt a mérkőzést zárt ajtók mögött játszották) Játékvezető: Javier Alberola Rojas (spanyol) |

### Január
| 2021. január 3. 21:00 |

| Huesca | 0 – 1               | Barcelona   |
| ------ | ------------------- | ----------- |
|        | (0 – 1) Jegyzőkönyv | 27' De Jong |

| El Alcoraz, Huesca Nézőszám: 0 (megjegyzés:A spanyolországi COVID-19 járvány miatt a mérkőzést zárt ajtók mögött játszották) Játékvezető: Guillermo Cuadra Fernández (spanyol) |

| 2021. január 6. 21:00 |

| Athletic Bilbao         | 2 – 3               | Barcelona                |
| ----------------------- | ------------------- | ------------------------ |
| Williams 3' Muniain 90' | (1 – 2) Jegyzőkönyv | 14' Pedri 38', 62' Messi |

| San Mamés, Bilbao Nézőszám: 0 (megjegyzés:A spanyolországi COVID-19 járvány miatt a mérkőzést zárt ajtók mögött játszották) Játékvezető: Carlos del Cerro Grande (spanyol) |

| 2021. január 9. 18:30 |

| Granada | 0 – 4               | Barcelona                         |
| ------- | ------------------- | --------------------------------- |
|         | (0 – 3) Jegyzőkönyv | 12', 63' Griezmann 35', 42' Messi |

| Los Cármenes, Granada Nézőszám: 0 (megjegyzés:A spanyolországi COVID-19 járvány miatt a mérkőzést zárt ajtók mögött játszották) Játékvezető: Ricardo de Burgos Bengoetxea (spanyol) |

| 2021. január 24. 16:15 |

| Elche | 0 – 2               | Barcelona            |
| ----- | ------------------- | -------------------- |
|       | (0 – 1) Jegyzőkönyv | 39' De Jong 89' Puig |

| Estadio Manuel Martínez Valero, Elche Nézőszám: 0 (megjegyzés:A spanyolországi COVID-19 járvány miatt a mérkőzést zárt ajtók mögött játszották) Játékvezető: Valentín Pizarro Gómez (spanyol) |

| 2021. január 31. 21:00 |

| Barcelona               | 2 – 1               | Athletic Bilbao |
| ----------------------- | ------------------- | --------------- |
| Messi 20' Griezmann 74' | (1 – 0) Jegyzőkönyv | 49' Jordi Alba  |

| Camp Nou, Barcelona Nézőszám: 0 (megjegyzés:A spanyolországi COVID-19 járvány miatt a mérkőzést zárt ajtók mögött játszották) Játékvezető: Antonio Mateu Lahoz (spanyol) |

### Február
| 2021. február 7. 21:00 |

| Real Betis            | 2 – 3               | Barcelona                      |
| --------------------- | ------------------- | ------------------------------ |
| Iglesias 38' Ruiz 75' | (1 – 0) Jegyzőkönyv | 59' Messi 68' Ruiz 87' Trincão |

| Benito Villamarín Stadion, Sevilla Nézőszám: 0 (megjegyzés:A spanyolországi COVID-19 járvány miatt a mérkőzést zárt ajtók mögött játszották) Játékvezető: Carlos del Cerro Grande (spanyol) |

| 2021. február 14. 21:00 |

| Barcelona                                   | 5 – 1               | Alavés    |
| ------------------------------------------- | ------------------- | --------- |
| Trincão 29', 74' Messi 45+1', 75' Firpo 80' | (2 – 0) Jegyzőkönyv | 57' Rioja |

| Camp Nou, Barcelona Nézőszám: 0 (megjegyzés:A spanyolországi COVID-19 járvány miatt a mérkőzést zárt ajtók mögött játszották) Játékvezető: Jorge Figueroa Vázquez (spanyol) |

| 2021. február 21. 14:00 |

| Barcelona            | 1 – 1               | Cádiz                    |
| -------------------- | ------------------- | ------------------------ |
| Messi 32' (11-esből) | (1 – 0) Jegyzőkönyv | 89' (11-esből) Fernández |

| Camp Nou, Barcelona Nézőszám: 0 (megjegyzés:A spanyolországi COVID-19 járvány miatt a mérkőzést zárt ajtók mögött játszották) Játékvezető: Juan Martínez Munuera (spanyol) |

| 2021. február 24. 19:00 |

| Barcelona               | 3 – 0               | Elche |
| ----------------------- | ------------------- | ----- |
| Messi 48', 68' Alba 73' | (0 – 0) Jegyzőkönyv |       |

| Camp Nou, Barcelona Nézőszám: 0 (megjegyzés:A spanyolországi COVID-19 járvány miatt a mérkőzést zárt ajtók mögött játszották) Játékvezető: Isidro Díaz de Mera Escuderos (spanyol) |

| 2021. február 28. 16:15 |

| Sevilla | 0 – 2               | Barcelona             |
| ------- | ------------------- | --------------------- |
|         | (0 – 1) Jegyzőkönyv | Dembélé 29' Messi 85' |

| Estadio Ramón Sánchez-Pizjuán, Sevilla Nézőszám: 0 (megjegyzés:A spanyolországi COVID-19 járvány miatt a mérkőzést zárt ajtók mögött játszották) Játékvezető: Alejandro Hernández Hernández (spanyol) |

### Március
| 2021. március 6. 21:00 |

| Osasuna | 0 – 2               | Barcelona           |
| ------- | ------------------- | ------------------- |
|         | (0 – 1) Jegyzőkönyv | 30' Alba 83' Moriba |

| El Sadar, Pamplona Nézőszám: 0 (megjegyzés:A spanyolországi COVID-19 járvány miatt a mérkőzést zárt ajtók mögött játszották) Játékvezető: Guillermo Cuadra Fernández (spanyol) |

| 2021. március 15. 21:00 |

| Barcelona                                 | 4 – 1               | Huesca    |
| ----------------------------------------- | ------------------- | --------- |
| Messi 13', 90' Griezmann 35' Mingueza 53' | (2 – 1) Jegyzőkönyv | 45+4' Mir |

| Camp Nou, Barcelona Nézőszám: 0 (megjegyzés:A spanyolországi COVID-19 járvány miatt a mérkőzést zárt ajtók mögött játszották) Játékvezető: Adrián Cordero Vega (spanyol) |

| 2021. március 21. 21:00 |

| Real Sociedad   | 1 – 6               | Barcelona                                                   |
| --------------- | ------------------- | ----------------------------------------------------------- |
| Barrenetxea 77' | (0 – 2) Jegyzőkönyv | Griezmann 37' Dest 43', Dest 53' Messi 56', 89' Dembélé 71' |

| Estadio Anoeta, San Sebastián Nézőszám: 0 (megjegyzés:A spanyolországi COVID-19 járvány miatt a mérkőzést zárt ajtók mögött játszották) Játékvezető: José Luis Munuera Montero (spanyol) |

### Április
| 2021. április 4. 21:00 |

| Barcelona   | 1 – 0               | Valladolid |
| ----------- | ------------------- | ---------- |
| 90' Dembélé | (0 – 0) Jegyzőkönyv |            |

| Camp Nou, Barcelona Nézőszám: 0 (megjegyzés:A spanyolországi COVID-19 járvány miatt a mérkőzést zárt ajtók mögött játszották) Játékvezető: Santiago Jaime (spanyol) |

| 2021. április 11. 21:00 |

| Real Madrid           | 2 – 1               | Barcelona    |
| --------------------- | ------------------- | ------------ |
| 13' Benzema 28' Kroos | (2 – 0) Jegyzőkönyv | 60' Mingueza |

| Alfredo di Stéfano stadion, Madrid Nézőszám: 0 (megjegyzés:A spanyolországi COVID-19 járvány miatt a mérkőzést zárt ajtók mögött játszották) Játékvezető: Jesús Gil Manzano (spanyol) |

| 2021. április 21. 22:00 |

| Barcelona                                                    | 5 – 2               | Getafe                          |
| ------------------------------------------------------------ | ------------------- | ------------------------------- |
| 8' Messi, 33' 28' Chakla 87' Araújo 93' (11-esből) Griezmann | (3 – 1) Jegyzőkönyv | 12' Lenglet 69' (11-esből) Ünal |

| Camp Nou, Barcelona Nézőszám: 0 (megjegyzés:A spanyolországi COVID-19 járvány miatt a mérkőzést zárt ajtók mögött játszották) Játékvezető: Jorge Figueroa (spanyol) |

| 2021. április 25. 16:15 |

| Villarreal    | 1 – 2               | Barcelona          |
| ------------- | ------------------- | ------------------ |
| 26' Chukwueze | (1 – 2) Jegyzőkönyv | 28', 35' Griezmann |

| Estadio El Madrigal, Vila-real Nézőszám: 0 (megjegyzés:A spanyolországi COVID-19 járvány miatt a mérkőzést zárt ajtók mögött játszották) Játékvezető: Carlos Del Cerro (spanyol) |

| 2021. április 29. 19:00 |

| Barcelona | 1 – 2               | Granada               |
| --------- | ------------------- | --------------------- |
| 23' Messi | (1 – 0) Jegyzőkönyv | 63' Machís 79' Molina |

| Camp Nou, Barcelona Nézőszám: 0 (megjegyzés:A spanyolországi COVID-19 járvány miatt a mérkőzést zárt ajtók mögött játszották) Játékvezető: Pablo González (spanyol) |

### Május
| 2021. május 2. 21:00 |

| Valencia               | 2 – 3               | Barcelona                      |
| ---------------------- | ------------------- | ------------------------------ |
| 50' Paulista 83' Soler | (0 – 0) Jegyzőkönyv | , 57', 69' Messi 63' Griezmann |

| Estadio Mestalla, Valencia Nézőszám: 0 (megjegyzés:A spanyolországi COVID-19 járvány miatt a mérkőzést zárt ajtók mögött játszották) Játékvezető: José María Sánchez Martínez (spanyol) |

| 2021. május 8. 16:15 |

| Barcelona | 0 – 0               | Atlético Madrid |
| --------- | ------------------- | --------------- |
|           | (0 – 0) Jegyzőkönyv |                 |

| Camp Nou, Barcelona Nézőszám: 0 (megjegyzés:A spanyolországi COVID-19 járvány miatt a mérkőzést zárt ajtók mögött játszották) Játékvezető: Antonio Mateu Lahoz (spanyol) |

| 2021. május 11. 22:00 |

| Levante                                | 3 – 3               | Barcelona                       |
| -------------------------------------- | ------------------- | ------------------------------- |
| 57' Melero 60' Morales 83' Sergio León | (0 – 2) Jegyzőkönyv | 25' Messi 34' Pedri 64' Dembélé |

| Estadi Ciutat de València, Valencia Nézőszám: 0 (megjegyzés:A spanyolországi COVID-19 járvány miatt a mérkőzést zárt ajtók mögött játszották) Játékvezető: José Luis Munuera Montero (spanyol) |

| 2021. május 16. 18:30 |

| Barcelona | 1 – 2               | Celta Vigo    |
| --------- | ------------------- | ------------- |
| 28' Messi | (1 – 1) Jegyzőkönyv | 38', 89' Mina |

| Camp Nou, Barcelona Nézőszám: 0 (megjegyzés:A spanyolországi COVID-19 járvány miatt a mérkőzést zárt ajtók mögött játszották) Játékvezető: Ricardo De Burgos (spanyol) |

| 2021. május 23. 18:00 |

| Eibar | 0 – 1               | Barcelona     |
| ----- | ------------------- | ------------- |
|       | (0 – 0) Jegyzőkönyv | 81' Griezmann |

| Ipurua, Eibar Nézőszám: 0 (megjegyzés:A spanyolországi COVID-19 járvány miatt a mérkőzést zárt ajtók mögött játszották) Játékvezető: Santiago Jaime (spanyol) |

## Spanyol Királykupa

### A legjobb 32 között
| 2021. január 20. 21:00 |

| U.E. Cornellà | 0 – 2 (h. u.)       | Barcelona                                         |
| ------------- | ------------------- | ------------------------------------------------- |
|               | (0 – 0) Jegyzőkönyv | Miralem Pjanić , 90+2' Dembélé 120+1' Braithwaite |

| Nou Camp Municipal, Cornellà Nézőszám: 0 (megjegyzés:A spanyolországi COVID-19 járvány miatt a mérkőzést zárt ajtók mögött játszották) Játékvezető: César Soto Grado (spanyol) |

### A legjobb 16 között
| 2021. január 27. |

| Rayo Vallecano | 1 – 2               | Barcelona             |
| -------------- | ------------------- | --------------------- |
| García 63'     | (0 – 0) Jegyzőkönyv | 70' Messi 80' De Jong |

| Vallecas, Madrid Nézőszám: 0 (megjegyzés:A spanyolországi COVID-19 járvány miatt a mérkőzést zárt ajtók mögött játszották) Játékvezető: Guillermo Cuadra Fernández (spanyol) |

### Negyeddöntő
| 2021. február 3. 21:00 |

| Granada                                     | 3 – 5 (h. u.)       | Barcelona                                          |
| ------------------------------------------- | ------------------- | -------------------------------------------------- |
| Kenedy 33' Soldado 47' Vico 103' (11-esből) | (1 – 0) Jegyzőkönyv | 88', 100' Griezmann 90+2', 1113' Alba 108' De Jong |

| Los Cármenes, Granada Nézőszám: 0 (megjegyzés:A spanyolországi COVID-19 járvány miatt a mérkőzést zárt ajtók mögött játszották) Játékvezető: César Soto Grado (spanyol) |

### Elődöntő
| 2021. február 10. 21:00, Elődöntő odavágó |

| Sevilla                | 2 – 0               | Barcelona |
| ---------------------- | ------------------- | --------- |
| Koundé 25' Rakitić 85' | (1 – 0) Jegyzőkönyv |           |

| Estadio Ramón Sánchez-Pizjuán, Sevilla Nézőszám: 0 (megjegyzés:A spanyolországi COVID-19 járvány miatt a mérkőzést zárt ajtók mögött játszották) Játékvezető: Antonio Mateu Lahoz (spanyol) |

| 2021. március 3. 21:00, Elődöntő visszavágó |

| Barcelona                               | 3 – 0 (h. u.)       | Sevilla |
| --------------------------------------- | ------------------- | ------- |
| Dembélé 12' Piqué 90+4' Braithwaite 95' | (1 – 0) Jegyzőkönyv |         |

| Camp Nou, Barcelona Nézőszám: 0 (megjegyzés:A spanyolországi COVID-19 járvány miatt a mérkőzést zárt ajtók mögött játszották) Játékvezető: José María Sánchez Martínez (spanyol) |

### Döntő
| 2021. április 17. 21:30 |

| Athletic Bilbao | 0 – 4               | Barcelona                                |
| --------------- | ------------------- | ---------------------------------------- |
|                 | (0 – 0) Jegyzőkönyv | 60' Griezmann 63' De Jong 68', 72' Messi |

| La Cartuja, Sevilla Nézőszám: 0 (megjegyzés:A spanyolországi COVID-19 járvány miatt a mérkőzést zárt ajtók mögött játszották) Játékvezető: Juan Martínez Munuera (spanyol) |

## Spanyol szuperkupa

### Elődöntő
| 2021. január 13. 21:00, Elődöntő |

| Real Sociedad                                  | 1 – 1 (h. u.)       | Barcelona                             |
| ---------------------------------------------- | ------------------- | ------------------------------------- |
| Oyarzabal 51' (11-esből)                       | (0 – 1) Jegyzőkönyv | 39' De Jong                           |
| Büntetőpárbaj                                  |                     |                                       |
| Bautista Oyarzabal Willian José Merino Januzaj | 2–3                 | De Jong Dembélé Pjanić Griezmann Puig |

| Estadio Anoeta, Córdoba, San Sebastián Nézőszám: 0 (megjegyzés:A spanyolországi COVID-19 járvány miatt a mérkőzést zárt ajtók mögött játszották) Játékvezető: José Luis Munuera Montero (spanyol) |

| 2021. január 17. 21:00 WEST |

| Barcelona         | 2–3 (h. u.)                 | Athletic Bilbao                           |
| ----------------- | --------------------------- | ----------------------------------------- |
| Griezmann 40' 77' | (1–1, 2–2, 2–3) Jegyzőkönyv | De Marcos 42' Villalibre 90' Williams 93' |

| Estadio de La Cartuja, Sevilla Nézőszám: 0 (megjegyzés:A spanyolországi COVID-19 járvány miatt a mérkőzést zárt ajtók mögött játszották) Játékvezető: Jesús Gil Manzano |

## Bajnokok Ligája

### G csoport
| Hely. | Csapat       | M | Gy | D | V | G+ | G– | Gk  | P  | Továbbjutás                             |  | JUV | BAR | DKV | FTC |
| ----- | ------------ | - | -- | - | - | -- | -- | --- | -- | --------------------------------------- |  | --- | --- | --- | --- |
| 1.    | Juventus     | 6 | 5  | 0 | 1 | 14 | 4  | +10 | 15 | Továbbjut az egyenes kieséses szakaszba |  | —   | 0–2 | 3–0 | 2–1 |
| 2.    | Barcelona    | 6 | 5  | 0 | 1 | 16 | 5  | +11 | 15 | Továbbjut az egyenes kieséses szakaszba |  | 0–3 | —   | 2–1 | 5–1 |
| 3.    | Dinamo Kijiv | 6 | 1  | 1 | 4 | 4  | 13 | −9  | 4  | Átkerül az Európa-ligába                |  | 0–2 | 0–4 | —   | 1–0 |
| 4.    | Ferencváros  | 6 | 0  | 1 | 5 | 5  | 17 | −12 | 1  |                                         |  | 1–4 | 0–3 | 2–2 | —   |

| 2020. október 20. 21:00 |

| Barcelona                                                        | 5 – 1               | Ferencváros  |
| ---------------------------------------------------------------- | ------------------- | ------------ |
| Messi 27' (11-esből) Fati 42' Coutinho 52' Pedri 82' Dembélé 89' | (2 – 0) Jegyzőkönyv | 70' Haratyin |

| Camp Nou, Barcelona Nézőszám: 0 Játékvezető: Sandro Schärer (svájci) |

| 2020. október 28. 21:00 |

| Juventus | 0 – 2               | Barcelona                          |
| -------- | ------------------- | ---------------------------------- |
|          | (0 – 1) Jegyzőkönyv | 14' Dembélé 90+1' (11-esből) Messi |

| Juventus Stadion, Torino, Olaszország Nézőszám: 0 Játékvezető: Danny Makkelie (holland) |

| 2020. november 4. 21:00 |

| Barcelona                     | 2 – 1               | Dinamo Kijiv |
| ----------------------------- | ------------------- | ------------ |
| Messi 5' (11-esből) Piqué 65' | (1 – 0) Jegyzőkönyv | 75' Cihankov |

| Camp Nou, Barcelona Nézőszám: 0 Játékvezető: Michael Oliver (angol) |

| 2020. november 24. 21:00 |

| Dinamo Kijiv | 0 – 4               | Barcelona                                                |
| ------------ | ------------------- | -------------------------------------------------------- |
|              | (0 – 0) Jegyzőkönyv | 52' Dest 57', 70' (11-esből) Braithwaite 90+2' Griezmann |

| Olimpiai Stadion, Kijev Nézőszám: 0 Játékvezető: Matej Jug (szlovén) |

| 2020. december 2. 21:00 |

| Ferencváros | 0 – 3               | Barcelona                                            |
| ----------- | ------------------- | ---------------------------------------------------- |
|             | (0 – 3) Jegyzőkönyv | 14' Griezmann 20' Braithwaite 28' (11-esből) Dembélé |

| Puskás Aréna, Budapest Nézőszám: 0 Játékvezető: Alekszej Kulbakov (fehérorosz) |

| 2020. december 8. 21:00 |

| Barcelona | 0 – 3               | Juventus                                            |
| --------- | ------------------- | --------------------------------------------------- |
|           | (0 – 2) Jegyzőkönyv | 13' (11-esből), 52' (11-esből) Ronaldo 20' McKennie |

| Camp Nou, Barcelona, Spanyolország Nézőszám: 0 Játékvezető: Tobias Stieler (német) |

### Nyolcaddöntők
| 2021. február 16. 21:00 |

| Barcelona            | 1 – 4               | PSG                           |
| -------------------- | ------------------- | ----------------------------- |
| Messi 27' (11-esből) | (1 – 2) Jegyzőkönyv | 32', 65', 85' Mbappé 70' Kean |

| Camp Nou, Barcelona Nézőszám: 0 Játékvezető: Björn Kuipers (holland) |

| 2021. március 10. 21:00 |

| PSG                   | 1 – 1               | Barcelona  |
| --------------------- | ------------------- | ---------- |
| Mbappé 31' (11-esből) | (1 – 1) Jegyzőkönyv | 37', Messi |

| Parc des Princes, Párizs, Franciaország Nézőszám: 0 Játékvezető: Anthony Taylor (angol) |

## Keret információk

### Kezdő tizenegy
Csak a tétmérkőzések statisztikái alapján:
Formáció: 3-4-2-1

## Statisztika
Legutóbb 2021. február 21-én lett frissítve.
| Kiírás             | Statisztikák | Statisztikák | Statisztikák | Statisztikák | Statisztikák | Statisztikák | Statisztikák | Kezdő forduló/ helyezés | Végső forduló/ helyezés | Mérkőzések dátumai   | Mérkőzések dátumai | Mérkőzések dátumai |
| Kiírás             | M            | GY           | D            | V            | LG–KG        | GK           | Gy %         | Kezdő forduló/ helyezés | Végső forduló/ helyezés | Első                 | Utolsó             | Következő          |
| ------------------ | ------------ | ------------ | ------------ | ------------ | ------------ | ------------ | ------------ | ----------------------- | ----------------------- | -------------------- | ------------------ | ------------------ |
| La Liga            | 23           | 14           | 05           | 04           | 50 – 22      | +28          | 60.87%       | 12                      | –                       | 2020. szeptember 12. | 2021. május 23.    | 2021. február 24.  |
| Spanyol kupa       | 04           | 03           | 0            | 01           | 9 – 6        | +3           | 75.00%       | (legjobb 32)            |                         | 2021. január 20.     |                    | 2021. március 3.   |
| Spanyol szuperkupa | 02           | 0            | 01           | 01           | 3 – 4        | –1           | 0.00%        | Elődöntő                | Döntős                  | 2021. január 13.     | 2021. január 17.   | –                  |
| Bajnokok ligája    | 07           | 05           | 0            | 02           | 17 – 9       | 8            | 71.43%       | (csoportkör)            | –                       | 2020. október 20.    | –                  | 2021. március 10.  |
| Összesen           | 36           | 022          | 06           | 08           | 79 – 41      | +38          | 61.11%       | –                       | –                       | –                    | –                  | –                  |

| Összesen | Összesen | Összesen | Összesen | Összesen | Összesen | Összesen | Otthon | Otthon | Otthon | Otthon | Otthon  | Otthon | Otthon | Idegenben | Idegenben | Idegenben | Idegenben | Idegenben | Idegenben | Idegenben |
| M        | GY       | D        | V        | LG–KG    | GK       | P        | M      | GY     | D      | V      | LG–KG   | GK     | P      | M         | GY        | D         | V         | LG–KG     | GK        | P         |
| -------- | -------- | -------- | -------- | -------- | -------- | -------- | ------ | ------ | ------ | ------ | ------- | ------ | ------ | --------- | --------- | --------- | --------- | --------- | --------- | --------- |
| 20       | 12       | 4        | 4        | 41 – 18  | +23      | 40       | 11     | 6      | 3      | 1      | 23 – 11 | +12    | 21     | 10        | 6         | 1         | 3         | 18 – 7    | +11       | 19        |

### Helyezések fordulónként
| Forduló  | 1  | 2  | 3  | 4  | 5 | 6 | 7  | 8  | 9  | 10 | 11 | 12 | 13 | 14 | 15 | 16 | 17 | 18 | 19 | 20 | 21 | 22 | 23 | 24 | 25 | 26 | 27 | 28 | 29 | 30 | 31 | 32 | 33 | 34 | 35 | 36 | 37 | 38 |
| -------- | -- | -- | -- | -- | - | - | -- | -- | -- | -- | -- | -- | -- | -- | -- | -- | -- | -- | -- | -- | -- | -- | -- | -- | -- | -- | -- | -- | -- | -- | -- | -- | -- | -- | -- | -- | -- | -- |
| Helyszín | O  | I  | O  | I  | O | I | O  | I  | O  | I  | O  | I  | O  | O  | I  | O  | I  | I  | O  | I  | O  | I  |    |    |    |    |    |    |    |    |    |    |    |    |    |    |    |    |
| Eredmény | -  | GY | GY | GY | D | V | V  | D  | GY | V  | GY | V  | GY | D  | GY | D  | GY | GY | GY | GY | GY |    |    |    |    |    |    |    |    |    |    |    |    |    |    |    |    |    |
| Helyezés | 12 | 15 | 10 | 5  | 5 | 9 | 12 | 12 | 8  | 13 | 7  | 9  | 8  | 5  | 5  | 6  | 5. | 3. | 3. | 3. | 2. |    |    |    |    |    |    |    |    |    |    |    |    |    |    |    |    |    |

Helyszín: O = Otthon; I = Idegenben. Eredmény: GY = Győzelem; D = Döntetlen; V = Vereség.
A csapat helyezései fordulónként, idővonalon ábrázolva.

### Keret statisztika
Legutóbb 2021. március 29-én lett frissítve.
| 1                              | GK | Marc-André ter Stegen | 22 | 0  | 5 | 0 | 3 | 0 | 2 | 0 | 32 | 0  |
| 2                              | DF | Sergiño Dest          | 15 | 0  | 3 | 1 | 0 | 0 | 0 | 0 | 20 | 1  |
| 3                              | DF | Gerard Piqué          | 8  | 0  | 2 | 1 | 0 | 0 | 0 | 0 | 10 | 1  |
| 4                              | DF | Ronald Araújo         | 9  | 1  | 3 | 0 | 0 | 0 | 0 | 0 | 12 | 1  |
| 5                              | MF | Sergio Busquets       | 17 | 0  | 4 | 0 | 0 | 0 | 0 | 0 | 21 | 0  |
| 7                              | FW | Antoine Griezmann     | 22 | 5  | 5 | 2 | 0 | 0 | 0 | 0 | 19 | 8  |
| 8                              | MF | Miralem Pjanić        | 12 | 0  | 6 | 0 | 0 | 0 | 0 | 0 | 18 | 0  |
| 9                              | FW | Martin Braithwaite    | 15 | 2  | 4 | 3 | 0 | 0 | 0 | 0 | 19 | 5  |
| 10                             | FW | Lionel Messi          | 17 | 11 | 4 | 3 | 0 | 0 | 0 | 0 | 21 | 14 |
| 11                             | FW | Ousmane Dembélé       | 12 | 2  | 4 | 3 | 0 | 0 | 0 | 0 | 16 | 5  |
| 12                             | MF | Riqui Puig            | 3  | 0  | 3 | 0 | 0 | 0 | 0 | 0 | 6  | 0  |
| 13                             | GK | Neto                  | 6  | 0  | 3 | 0 | 2 | 0 | 0 | 0 | 11 | 0  |
| 14                             | MF | Philippe Coutinho     | 12 | 2  | 2 | 1 | 0 | 0 | 0 | 0 | 14 | 3  |
| 15                             | DF | Clément Lenglet       | 16 | 1  | 6 | 0 | 0 | 0 | 0 | 0 | 22 | 1  |
| 16                             | MF | Pedri                 | 18 | 2  | 5 | 1 | 0 | 0 | 0 | 0 | 23 | 3  |
| 17                             | FW | Francisco Trincão     | 15 | 0  | 5 | 0 | 0 | 0 | 0 | 0 | 20 | 0  |
| 18                             | DF | Jordi Alba            | 16 | 1  | 5 | 0 | 0 | 0 | 0 | 0 | 21 | 1  |
| 19                             | MF | Matheus Fernandes     | 0  | 0  | 1 | 0 | 0 | 0 | 0 | 0 | 1  | 0  |
| 20                             | DF | Sergi Roberto         | 7  | 1  | 3 | 0 | 0 | 0 | 0 | 0 | 10 | 1  |
| 21                             | MF | Frenkie de Jong       | 18 | 2  | 5 | 0 | 0 | 0 | 0 | 0 | 23 | 2  |
| 22                             | FW | Ansu Fati             | 7  | 4  | 3 | 1 | 0 | 0 | 0 | 0 | 10 | 5  |
| 23                             | DF | Samuel Umtiti         | 3  | 0  | 1 | 0 | 0 | 0 | 0 | 0 | 4  | 0  |
| 24                             | DF | Junior Firpo          | 4  | 0  | 5 | 0 | 0 | 0 | 0 | 0 | 9  | 0  |
| 28                             | DF | Óscar Mingueza        | 9  | 0  | 3 | 0 | 0 | 0 | 0 | 0 | 12 | 0  |
| 29                             | FW | Konrad de la Fuente   | 2  | 0  | 2 | 0 | 0 | 0 | 0 | 0 | 10 | 0  |
| Már nem tagja az idei keretnek |    |                       |    |    |   |   |   |   |   |   |    |    |
| 6                              | MF | Carles Aleñá          | 2  | 0  | 3 | 0 | 0 | 0 | 0 | 0 | 5  | 0  |

### Góllövőlista
Legutóbb 2021. január 09-én lett frissítve.
| #        | Mezszám  | Poszt       | Nemzet                    | Név                | La Liga | Spanyol kupa | BL | Összesen |
| -------- | -------- | ----------- | ------------------------- | ------------------ | ------- | ------------ | -- | -------- |
| 1        | 10       | csatár      | Argentína                 | Lionel Messi       | 11      | 0            | 3  | 14       |
| 2        | 7        | csatár      | Franciaország             | Antoine Griezmann  | 5       | 0            | 2  | 7        |
| 3        | 9        | csatár      | Dánia                     | Martin Braithwaite | 2       | 0            | 3  | 5        |
| 3        | 11       | csatár      | Franciaország             | Ousmane Dembélé    | 2       | 0            | 3  | 5        |
| 3        | 22       | csatár      | Spanyolország             | Ansu Fati          | 4       | 0            | 1  | 5        |
| 6        | 14       | középpályás | Brazília                  | Philippe Coutinho  | 2       | 0            | 1  | 3        |
| 6        | 16       | középpályás | Spanyolország             | Pedri              | 2       | 0            | 1  | 3        |
| 8        | 21       | középpályás | Hollandia                 | Frenkie de Jong    | 2       | 0            | 0  | 2        |
| 9        | 2        | hátvéd      | Amerikai Egyesült Államok | Sergiño Dest       | 0       | 0            | 1  | 1        |
| 9        | 3        | hátvéd      | Spanyolország             | Gerard Piqué       | 0       | 0            | 1  | 1        |
| 9        | 4        | hátvéd      | Uruguay                   | Ronald Araújo      | 1       | 0            | 0  | 1        |
| 9        | 15       | hátvéd      | Franciaország             | Clément Lenglet    | 1       | 0            | 0  | 1        |
| 9        | 18       | hátvéd      | Spanyolország             | Jordi Alba         | 1       | 0            | 0  | 1        |
| 9        | 20       | hátvéd      | Spanyolország             | Sergi Roberto      | 1       | 0            | 0  | 1        |
| Öngólok  | Öngólok  | Öngólok     | Öngólok                   | Öngólok            | 3       | 0            | 0  | 3        |
| Összesen | Összesen | Összesen    | Összesen                  | Összesen           | 37      | 0            | 16 | 53       |

### Gólpasszok
Legutóbb frissítve: 2021. január 09-én lett.
| #        | Mezszám  | Poszt       | Nemzet                    | Név                | La Liga | Spanyol szuperkupa | Spanyol kupa | UEFA BL | Összesen |
| -------- | -------- | ----------- | ------------------------- | ------------------ | ------- | ------------------ | ------------ | ------- | -------- |
| 1        | 18       | hátvéd      | Spanyolország             | Jordi Alba         | 3       | 0                  | 0            | 2       | 5        |
| 2        | 7        | csatár      | Franciaország             | Antoine Griezmann  | 4       | 0                  | 0            | 0       | 4        |
| 2        | 10       | csatár      | Argentína                 | Lionel Messi       | 2       | 0                  | 0            | 2       | 4        |
| 3        | 11       | csatár      | Franciaország             | Ousmane Dembélé    | 3       | 0                  | 0            | 0       | 3        |
| 3        | 21       | középpályás | Hollandia                 | Frenkie de Jong    | 2       | 0                  | 0            | 1       | 3        |
| 4        | 14       | középpályás | Brazília                  | Philippe Coutinho  | 2       | 0                  | 0            | 0       | 2        |
| 4        | 20       | hátvéd      | Spanyolország             | Sergi Roberto      | 2       | 0                  | 0            | 0       | 2        |
| 4        | 22       | csatár      | Spanyolország             | Ansu Fati          | 2       | 0                  | 0            | 0       | 2        |
| 4        | 16       | középpályás | Spanyolország             | Pedri              | 2       | 0                  | 0            | 0       | 2        |
| 8        | 17       | csatár      | Portugália                | Francisco Trincão  | 1       | 0                  | 0            | 0       | 1        |
| 8        | 2        | hátvéd      | Amerikai Egyesült Államok | Sergiño Dest       | 1       | 0                  | 0            | 0       | 1        |
| 8        | 24       | hátvéd      | Spanyolország             | Junior Firpo       | 1       | 0                  | 0            | 0       | 1        |
| 8        | 9        | csatár      | Dánia                     | Martin Braithwaite | 0       | 0                  | 0            | 1       | 1        |
| 8        | 28       | hátvéd      | Spanyolország             | Óscar Mingueza     | 0       | 0                  | 0            | 1       | 1        |
| Összesen | Összesen | Összesen    | Összesen                  | Összesen           | 20      | 0                  | 0            | 12      | 32       |

### Kapusteljesítmények
Az alábbi táblázatban a csapat kapusainak teljesítményét tüntettük fel.
A felkészülési mérkőzéseket nem vettük figyelembe.
2021. január 09-én lett frissítve
| Helyezés | Kapus                 | Bajnokság       | Bajnokság         | Spanyol Kupa    | Spanyol Kupa      | Bajnokok Ligája | Bajnokok Ligája   | Spanyol szuperkupa | Spanyol szuperkupa | Összesen        | Összesen          |
| Helyezés | Kapus                 | Összes mérkőzés | Ebből gól nélküli | Összes mérkőzés | Ebből gól nélküli | Összes mérkőzés | Ebből gól nélküli | Összes mérkőzés    | Ebből gól nélküli  | Összes mérkőzés | Ebből gól nélküli |
| -------- | --------------------- | --------------- | ----------------- | --------------- | ----------------- | --------------- | ----------------- | ------------------ | ------------------ | --------------- | ----------------- |
| 1        | Marc-André ter Stegen | 12              | 5                 | 0               | 0                 | 3               | 2                 | 0                  | 0                  | 15              | 7                 |
|          |                       | 9               | 3                 | 0               | 0                 | 3               | 2                 | 0                  | 0                  | 12              | 5                 |
| 13       | Neto                  | 6               | 3                 | 0               | 0                 | 3               | 3                 | 0                  | 0                  | 9               | 6                 |
|          |                       | 6               | 3                 | 0               | 0                 | 3               | 3                 | 0                  | 0                  | 9               | 6                 |
| 26       | Iñaki Peña            | 0               | 0                 | 0               | 0                 | 0               | 0                 | 0                  | 0                  | 0               | 0                 |
|          |                       | 0               | 0                 | 0               | 0                 | 0               | 0                 | 0                  | 0                  | 0               | 0                 |
| 36       | Arnau Tenas           | 0               | 0                 | 0               | 0                 | 0               | 0                 | 0                  | 0                  | 0               | 0                 |
|          |                       | 0               | 0                 | 0               | 0                 | 0               | 0                 | 0                  | 0                  | 0               | 0                 |